# Huis der Aleramiden

Wapen van het Huis der Aleramiden.

Het Huis der Aleramiden was een middeleeuws Italiaans adellijk geslacht dat zijn machtsbasis had in het noordwesten van Italië. In de loop der eeuwen breidden zij hun gebieden uit en splitste de familie zich in verschillende takken.

## Oorsprong
Als stamvader van de Aleramiden geldt Willem I van Monferrato, een uit West-Francië afkomstige Frank die rond 888 naar Italië komt om Guido van Spoleto te helpen de IJzeren Kroon te bemachtigen. Willems zoon Aleramo wordt markgraaf van het nieuwe markgraafschap West-Ligurië. Naar hem is het geslacht genoemd. Aleramo’s zoon Anselm I en kleinzoon Willem III verdeelden West-Ligurië. Anselm I nam het zuiden en Willem III het noorden.

## Monferrato
Willem krijgt het noordelijke gedeelte als het markgraafschap Monferrato. Zijn nakomelingen blijven aan de macht tot de laatste mannelijke telg Johan de Rechtvaardige in 1305 kinderloos overleed. 
Tegen het eind van de twaalfde eeuw had deze tak van de familie een flinke machtsbasis in Piëmont en waren door huwelijk verwant aan onder andere de Capetingen en de Hohenstaufers. Leden van het geslacht namen geregeld deel aan de kruistochten en werden heersers van het Koninkrijk Jeruzalem. Verschillende leden huwden met leden van de Byzantijnse keizerlijke families Komnenos, Angelos en Palaiologos. Na de Vierde Kruistocht stichtten zij ook het Koninkrijk Thessaloniki.

## Del Vasto
Anselm, stamvader van de jongere tak Del Vasto, krijgt het zuidelijke gedeelte, dat voorlopig West-Ligurië blijft heten. Zijn gebieden worden onder zijn nazaten verdeeld, zodat het gebied in de loop der tijd zeer versnipperd raakt en bestaat uit verschillende kleine markgraafschappen, zoals Saluzzo (tot 1548) en Finale en Noli (tot 1602). Deze tak was weer onderverdeeld in verschillende linies, waarvan de Del Carretto's het bekendst zijn. Ook tegenwoordig bestaan er nog een aantal van deze linies.